# 上奇广告
盛世廣告（英語：Saatchi & Saatchi），臺灣譯為上奇廣告，香港译名為盛世廣告，是全球第四大广告传播集团阳狮的子公司，由薩奇兄弟创办，总部设在英国伦敦。
其与中国长城航空航天工业局的合资公司盛世长城成为中国的广告公司。
現時Saatchi兄弟因為與其他股東意見不合，所以已離開公司，並另組M&C Saatchi公司。薩奇兄弟的兄長莫里士·薩奇亦是英國保守黨的前任主席之一。

## 广告客户
其廣告一直都以高格調而見稱，其客戶包括香港滙豐銀行、恒生銀行、太古地產、寶潔、豐田、中原集團、康樂及文化事務署和食物環境衛生署。